# Aad Bak
Aad Bak (n. Róterdam, 18 de junio de 1926-Schiedam, 16 de enero de 2009) fue un futbolista neerlandés que jugaba en la demarcación de centrocampista.

## Selección nacional
Jugó un total de un partido con la selección de fútbol de los Países Bajos. Lo hizo el 6 de junio de 1956 en un encuentro amistoso contra Saar que finalizó con un resultado de 3-2 a favor del combinado neerlandés tras los goles de Coy Koopal, Abe Lenstra y de Faas Wilkes para los Países Bajos, y de Heinz Vollmar y Karl Ringel para Saar.

## Clubes
| Club               | País         | Año       | Partidos | Goles |
| ------------------ | ------------ | --------- | -------- | ----- |
| Excelsior Róterdam | Países Bajos | 1946-1954 | 73       | 21    |
| BVC Rotterdam      | Países Bajos | 1954      | 11       | 0     |
| Holland Sport      | Países Bajos | 1954-1955 | 26       | 0     |
| Feyenoord          | Países Bajos | 1955-1962 | 133      | 11    |

## Palmarés

### Campeonatos nacionales
| Título     | Club      | País         | Año  |
| ---------- | --------- | ------------ | ---- |
| Eredivisie | Feyenoord | Países Bajos | 1961 |
| Eredivisie | Feyenoord | Países Bajos | 1962 |